# Zvezni izvršni svet Socialistične federativne republike Jugoslavije
Zvezni izvršni svet (srbskohrvaško: Savezno izvršno vijeće, kratica SIV oz. slovenska ZIS) je bil izvršni organ zvezne skupščine FLRJ oz. od 1963 SFRJ (oz. de facto vlada SFRJ) od leta 1953, ko je z ustavnim zakonom nadomestil Vlado FLRJ. Člane ZIS je volila skupščina FLRJ/SFRJ. Z ustavo 1963 je prišlo do ločitve funkcije predsednika SFRJ (Tita), ki je dotlej združeval v svoji osebi vso izvršilno oblast, od funkcije predsednika ZIS oz. zvezne vlade.  

## Presedniki zveznega izvršnega sveta
- Josip Broz - Tito (Hrvat/Jsl.) - оd 14. januar 1953. do 29. januar 1963 (obenem kot predsednik FLRJ)
- Petar Stambolić (Srb) - оd 29. januar 1963. do 16. maj 1967.
- Mika Špiljak (Hrvat) - оd 16. maj 1967. do 18. maj 1969.
- Mitja Ribičič (Slovenec) - оd 18. maj 1969. - do 30. julij 1971.
- Đemal Bijedić (Bosanec/Musliman) - оd 30. julij 1971. do 18. januar 1977-smrtna letalska nesreča)
- Veselin Đuranović (Črnogorec) - оd 14. februar 1977. do 16. maj 1982.
- Milka Planinc (Hrvatica) - оd 16. maj 1982. do 15. maj 1986.
- Branko Mikulić (Bosanec/Hrvat) - оd 15. maj 1986. do 31. december 1988 oz. 16. marec 1989.
- Ante Marković (Hrvat bos.-herc. porekla) - оd 16. marec 1989. do 20. december 1991.
- Аleksandar Mitrović (Srb) - оd 20. december 1991. do 28. april 1992 (ustanovitev ZRJ)

## Podpredsedniki ZIS iz Slovenije
- Edvard Kardelj (1953 -1963) (kasneje predsednik Skupščine SFRJ do 1967)
- Boris Kraigher (1963 - 1967-smrtna avtomobilska nesreča)
- Anton Vratuša (1971 - 1978)
- Andrej Marinc (1978 - 1979)
- Zvone Dragan (1979 - 1984)
- Janez Zemljarič (1984 - 1989)
- Živko Pregl (1989 - 1991)

## Člani ZIS
- zvezni sekretar za ljudsko obrambo (ZSLO/SSNO)
- zvezni sekretar za notranje zadeve (ZSUP/SSUP)
- zvezni sekretar za kmetijstvo
- zvezni sekretar za pravosodje?
- zvezni sekretar za zunanje zadeve (ZSZZ/SSIP)
- zvezni sekretar za finance

## Organi zveznega izvršnega sveta
Stalne komisije zveznega izvršnega sveta so bile:
- koordinacijska komisija,
- komisija za vprašanja družbene ureditve,
- komisija za družbeno planiranje in razvoj,
- komisija za tekočo ekonomsko in socialno politiko
- komisija za družbenopolitična in organizacijska vprašanja,
- komisija za zunanje zadeve,
- komisija za koordinacijo ekonomskega sodelovanja med Jugoslavijo in EGS in EFTA,
- komisija za koordinacijo sodelovanja med Jugoslavijo in svetom za vzajemno ekonomsko pomoč,
- komisija za sodelovanje med Jugoslavijo in OECD,
- komisija za ekonomske odnose z deželami v razvoju,
- komisija za kadrovska vprašanja,
- komisija za proračunska vprašanja,
- komisija za vprašanja proizvodnje in oborožitve in vojne opreme,
- komisija za obrambne priprave zveznih organov,
- komisija za odnose z verskimi skupnostmi.

Medrepubliški komiteji zveznega izvršnega sveta so bili:
- Medrepubliški komite za planiranje in razvoj
- Medrepubliški komite za tržišče
- Medrepubliški komite za finance
- Medrepubliški komite za zunanjetrgovinski in devizni sistem

Svetovalna telesa zveznega izvršnega sveta za stalno sodelovanje z ustreznimi mednarodnimi organizacijami so bila:
- Jugoslovanska komisija za sodelovanje z OZN - UNESCO
- Jugoslovanska komisija za sodelovanje z OZN - UNICEF
- Jugoslovanska komisija za sodelovanje z mednarodnimi zdravstvenimi organizacijami
- Jugoslovanska komisija za sodelovanje z OZN - FAO
- Jugoslovanska komisija za zaščito od onesnaževanja morja in notranjih plovnih poti

Svetovalna strokovna telesa zveznega izvršnega sveta so bila: 
- Zvezni ekonomski svet
- Zvezni planski svet